# PayPay
PayPay是一家成立于2018年的金融公司。是SoftBank Group与Yahoo! Japan的合资公司。2018年10月，该公司与印度最大的电子支付公司Paytm合作开发了基于QR code与Bar code的行動支付。
LINE Pay可於PayPay通路商店使用。
LINE Pay將在2025年4月底退出日本市場，後續的支付和轉帳服務將由同樣隸屬SoftBank Group的PayPay承接。LINE Pay自2014年12月進入日本市場，但因Yahoo! Japan與LINE的合併，加上SoftBank Group的支付服務「PayPay」問世，導致服務內容重疊，最終決定將日本業務併入PayPay。

## 可使用PayPay通路的行動支付
- 全支付
- 玉山Wallet
- 街口電子支付
- 一卡通MONEY
- 全盈支付（尚未開放）
- Icash Pay（尚未開放）

目前全支付、玉山Wallet、街口電子支付、一卡通MONEY透過TBCASoft （页面存档备份，存于）的HIVEX平台連接來使用PayPay，包含使用者掃碼（主掃&正掃）及店家掃碼（被掃&反掃）付款。
2023年8月23日，PayPay宣布與來自台灣的街口電子支付、全支付、玉山Wallet合作，讓台灣消費者到日本可掃描 PayPay 收款 QR code 進行付款。
2024年2月29日，台灣的街口電子支付、全支付、玉山Wallet自去年攜手PayPay，推出可於日本PayPay通路掃碼商店QR Code使用正掃付款服務，即日起，再推出反掃模式支付功能。
2024年10月29日，一卡通MONEY正式上線。